# Mariño (Sucre)
Mariño is een gemeente in de Venezolaanse staat Sucre. De gemeente telt 24.500 inwoners. De hoofdplaats is Irapa.